# Удружење грађана „Раша Попов”
Удружење грађана „Раша Попов“ је непрофитна, невладина и нестраначка организација основана 2018. године у Мокрину, са циљем очувања лика и дела књижевника Раше Попова, као и подстицања културног, уметничког и књижевног стваралаштва, нарочито код деце и младих.

## Оснивање и циљеви
Удружење је основано 2. марта 2018. године у Мокрину. Делује као добровољно, неполитичко и непрофитно удружење грађана, усмерено на културу, уметност и медије.
Циљеви удружења обухватају:
- очување сећања на Рашу Попова и његово књижевно дело;[3]
- афирмацију поезије за децу;
- подстицање дечјег и омладинског стваралаштва;
- неговање културне и историјске баштине;
- промовисање књижевности, уметности и медијске писмености.

## Делатности
Најзначајнија активност удружења је организација културне манифестације „Дан Раше Попова“, која се сваке године одржава у Мокрину.
У оквиру свог рада, удружење додељује следеће награде:
Награда Раша Попов — за изузетан допринос у стваралаштву за децу;
Рашин шешир —награда за најбољу песму ученика основних школа, која се додељује на песничком конкурсу расписаном у оквиру манифестације.
Осим тога, удружење:
организује уметничке изложбе, књижевне вечери, представљања књига, трибине и предавања;
подстиче младе кроз рад тематских секција (књижевна, новинарска, глумачка, историјска, рецитаторска);
сарађује са културним, образовним и уметничким институцијама у земљи и иностранству;
учествује у културним, образовним и хуманитарним манифестацијама;
Удружење издаје публикацију „Под Рашиним шеширом“ (зборник манифестације „Дан Раше Попова“), друга књижевна издања и води портал „Мокринске новине“.

## Организација
Органи удружења су: скупштина, председник и заменик председника. Седиште удружења налази се у Мокрину, на адреси: Трг 9. јануар бб. Рад удружења је јаван, а активности се реализују у Србији и, по потреби, у иностранству.
Председник удружења је Живко Угреновић, а потпредседник Зоран Тенкеш.